# (4948) Hideonishimura
(4948) Hideonishimura est un astéroïde de la ceinture principale.

## Description
(4948) Hideonishimura est un astéroïde de la ceinture principale. Il fut découvert le 3 novembre 1988 à Oohira par Oohira. Il présente une orbite caractérisée par un demi-grand axe de 2,17 UA, une excentricité de 0,19 et une inclinaison de 3,1° par rapport à l'écliptique.

## Compléments